# Amursk
Amursk (en rus Амурск) és una ciutat del krai de Khabàrovsk, a l'Extrem Orient de Rússia. Es troba a la vora esquerra del riu Amur, a 240 km al nord de Khabàrovsk i a 6.090 km a l'est de Moscou.

## Història
Amursk fou fundada el 1958 i rebé l'estatus de ciutat el 1973.

## Demografia
| 1959  | 1979   | 1989   | 2002   | 2010   | 2014   | 2015   |
| ----- | ------ | ------ | ------ | ------ | ------ | ------ |
| 3 525 | 40 847 | 58 395 | 47 759 | 42 970 | 41 074 | 40 803 |